# جورج إس. باتون سينيور
جورج إس. باتون سينيور (بالإنجليزية: George S. Patton, Sr.) هو محامي أمريكي، ولد في 26 يونيو 1833 في فريدريكسبيورغ في الولايات المتحدة، وتوفي في 19 سبتمبر 1864 في وينشستر في الولايات المتحدة.